# Édith Cresson
Pour les articles homonymes, voir Cresson.
Édith Cresson, née Campion le 27 janvier 1934 à Boulogne-Billancourt, est une femme d'État française, Première ministre du 15 mai 1991 au 2 avril 1992.
Membre de la Convention des institutions républicaines (CIR) puis du Parti socialiste (PS), elle est députée européenne de 1979 à 1981, députée de la Vienne entre 1981 et 1988, maire de Châtellerault de 1983 à 1997.
Sous la présidence de François Mitterrand, elle est plusieurs fois ministre : de l’Agriculture (1981-1983), du Commerce extérieur et du Tourisme (1983-1984), du Redéploiement industriel et du Commerce extérieur (1984-1986), des Affaires européennes (1988-1990).
Elle est nommée Première ministre en 1991, devenant la première femme chef de gouvernement en France. Rapidement devenue très impopulaire, elle est contrainte de quitter Matignon moins d'un an après sa nomination, étant le chef de gouvernement le plus éphémère de la Ve République jusqu'à Michel Barnier en 2024.
De 1995 à 1999, elle est commissaire européenne à la Recherche, à l'Innovation et à la Science dans les commissions Santer et Marín.

## Biographie

### Jeunesse et études
Édith Jeanne Thérèse Campion naît à Boulogne-Billancourt le 27 janvier 1934. Son père, Gabriel Campion (1896-1959), est inspecteur des finances sympathisant de la Section française de l'Internationale ouvrière (SFIO). Détaché à l'ambassade de France à Belgrade, il devient ensuite directeur des finances du Secours national puis président de la Société française de banque et de dépôts. Sa mère, Jacqueline Vignal, est issue d'un milieu aisé, fille d'un magistrat à la Cour des comptes, ancien chef du secrétariat particulier du ministre des Finances Maurice Rouvier, chevalier du Mérite agricole.
Durant la Seconde Guerre mondiale, elle étudie dans une pension de Thonon-les-Bains (Haute-Savoie), avec la messe à six heures du matin, tandis que l'eau est gelée l'hiver. La jeune fille se retrouve alors couverte d'abcès. Après la guerre, elle revient à Paris, où elle est éduquée par une nourrice anglaise et dans des institutions privées, dont l'établissement d'enseignement privé catholique Dupanloup. Dans le salon de ses parents défilent des personnalités comme Pierre de Gaulle ou la députée Irène de Lipkowski, qu'elle admire.
Elle est diplômée de l’école de Haut enseignement commercial pour les jeunes filles (HEC-JF, aujourd'hui fusionné avec HEC Paris, promotion 1954).
Édith Cresson est également titulaire d’une thèse de doctorat en démographie, soutenue en 1969, qui s'intitule La condition féminine dans une commune rurale. Elle entame ensuite une carrière d'ingénieure économique.
Elle épouse en 1959 Jacques Cresson, fils de Fortuné Cresson et directeur de l'exportation de Peugeot, avec lequel elle a deux filles.

### Débuts en politique

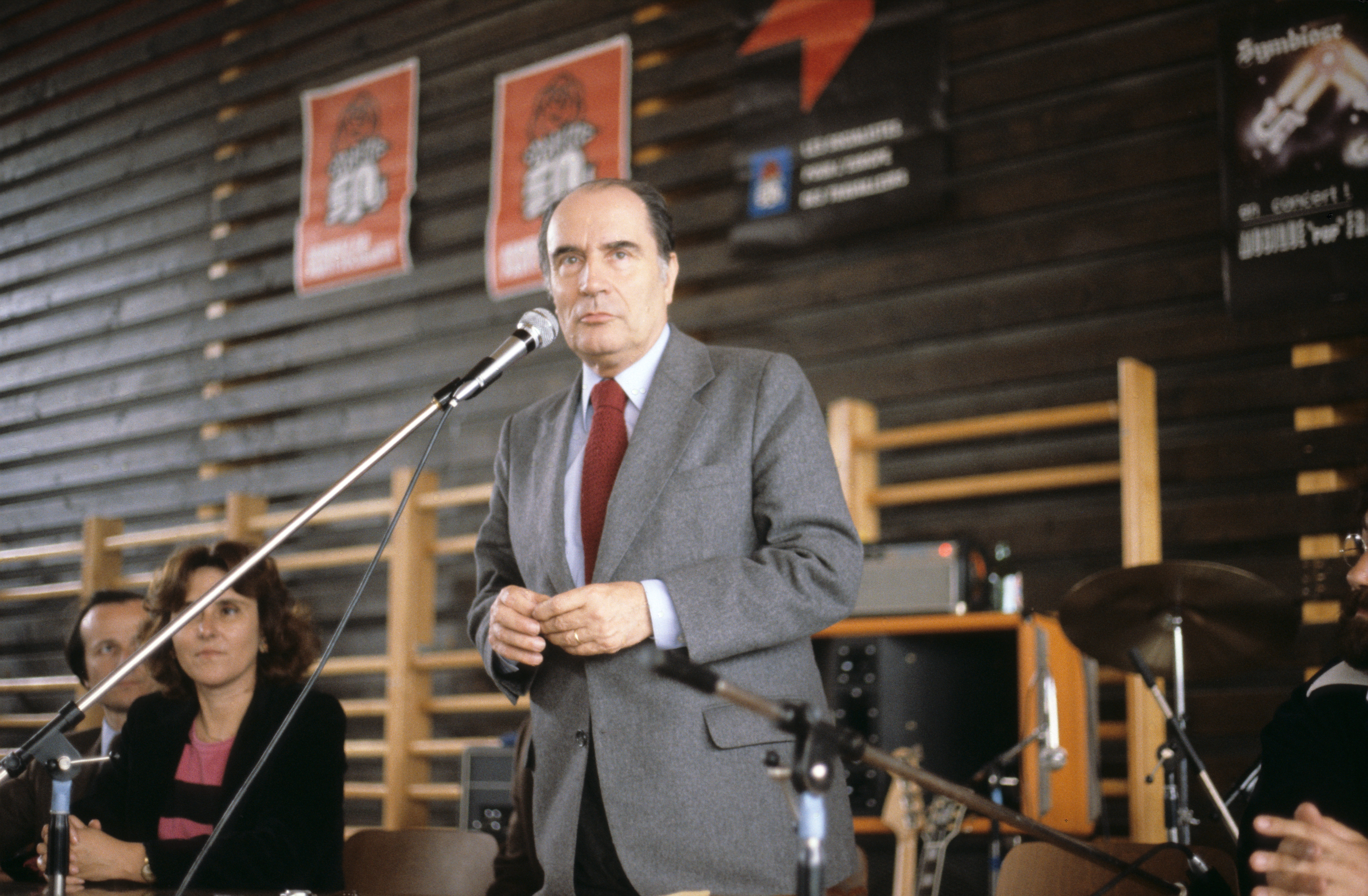
Édith Cresson et François Mitterrand en 1979.

Son éveil politique a lieu en 1953, lorsqu'elle entend Pierre Mendès France parler de la jeunesse.
Par l'entremise d'une camarade d'HEC-JF, Paulette Decraene, elle adhère à la Convention des institutions républicaines et participe à la première campagne présidentielle de François Mitterrand en 1965. Ayant suivi ce dernier au Parti socialiste (PS) en 1971, elle devient secrétaire nationale chargée de la Jeunesse et des Sports en 1974.
De 1975 à 1981, elle est membre du comité directeur du PS. Secrétaire nationale de ce parti en 1974, elle est chargée de la jeunesse et des étudiants.
Lors de l'élection partielle dans la deuxième circonscription de la Vienne en 1975, à la suite du décès de Robert Gourault, suppléant à l'Assemblée nationale du ministre de la Coopération et maire de Châtellerault Pierre Abelin, elle connaît sa première confrontation au suffrage universel. Elle est battue de quelques voix, mais devance le ministre giscardien de 80 voix dans sa ville.
Lors des élections municipales de 1977, elle est élue maire de Thuré, dans la banlieue châtelleraudaise. Un an plus tard, elle échoue lors d'une élection cantonale partielle. La même année, elle échoue aux législatives face à Jean-Pierre Abelin mais le bat en 1981, en 1986 et en 1988. Elle est élue au Parlement européen en 1979, conservant son poste jusqu'en 1981.

### Premiers portefeuilles ministériels

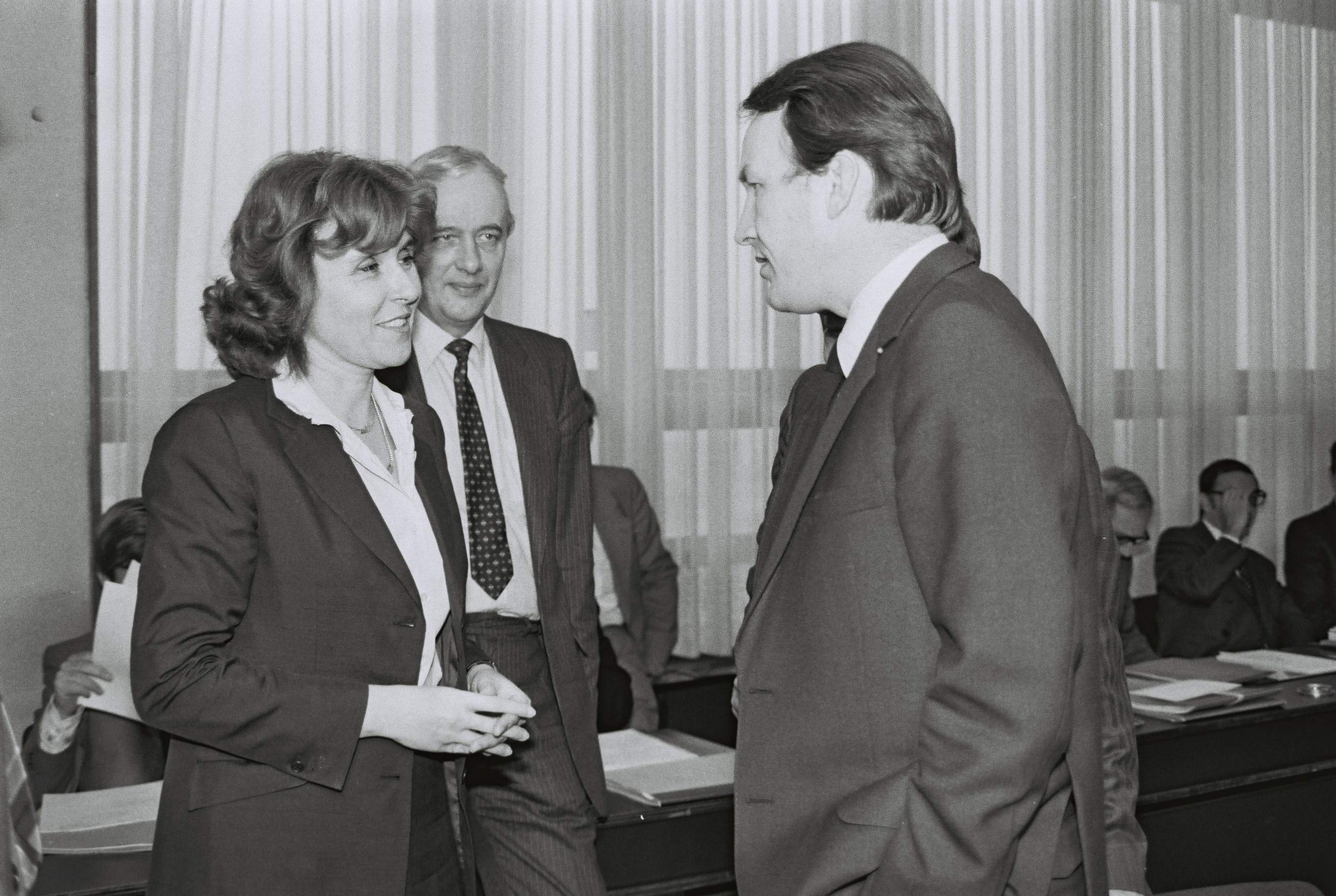
Édith Cresson en 1982 à Bruxelles en tant que ministre de l'Agriculture.

Ancienne responsable des problèmes agricoles à la Convention des institutions républicaines, elle est la première femme à se voir confier le ministère de l'Agriculture dans le gouvernement Mauroy en 1981, ce qui est considéré par les dirigeants de la Fédération nationale des syndicats d'exploitants agricoles (FNSEA) comme une « véritable provocation ». Elle est très mal accueillie par le monde agricole et les agriculteurs, qui considèrent que la nomination d'une femme témoigne du « mépris » à leur égard, selon l'expression de François Guillaume alors président de la FNSEA ; des pancartes d'agriculteurs proclament en pleine rue « On t’espère meilleure au lit qu’au ministère ». « Finalement, j'étais bien à l'Agriculture puisque j'avais affaire à des porcs » plaisante-t-elle plus tard.
Titulaire du portefeuille du Commerce extérieur et du Tourisme (1983-1984), puis ministre du Redéploiement industriel et du Commerce extérieur (1984-1986), elle accompagne les entreprises françaises dans la conquête de nouveaux marchés d'export aux États-Unis et au Japon. Elle préside également « France exporte plus » entre 1987 et 1991, club visant à favoriser l'implantation des PME françaises à l'étranger.
Lors de son passage au gouvernement, elle renforce sa position locale, étant élue conseillère générale en 1982 dans la Vienne (réélue en 1988 et en 1994), puis maire de Châtellerault en 1983 (réélue en 1989 et en 1995). Elle démissionne le 11 novembre 1997.
Réélue dans la quatrième circonscription de la Vienne après l'élection de François Mitterrand à l’élection présidentielle de 1988, elle est appelée à la fonction de ministre des Affaires européennes dans le gouvernement de Michel Rocard. Elle a la charge d'organiser la présidence française de la Communauté économique européenne de 1989 et la mise en chantier du marché unique, prévu pour 1993. Elle participe également aux négociations des accords de Schengen et intervient dans le secteur de l'automobile européenne et de l'audiovisuel public. Confrontée à la naissante crise de la vache folle, la France est alors la première à fermer ses frontières au bœuf britannique.
En désaccord avec la politique européenne de Michel Rocard, elle démissionne du gouvernement en octobre 1990 et prend alors la direction d’une filiale du groupe Schneider, Schneider Industrie Service International (SISI), spécialisée dans le conseil international, notamment vers l'Europe de l'Est.

### Première ministre
François Mitterrand réfléchit à celui ou celle qu'il nommera prochainement Premier ministre. Il hésite entre Robert Badinter, Roland Dumas et Édith Cresson. Il finit par lui proposer le poste, qu'elle refuse dans un premier temps, visant le ministère de l'Économie, des Finances, du Budget et du Commerce extérieur. Nommée le 15 mai 1991 à Matignon, elle devient la première femme nommée au poste de Premier ministre en France. François Mitterrand souhaite ainsi donner une impulsion à la fin de son mandat, après trois années de gouvernement Rocard.
Elle est officiellement nommée « Premier ministre » et tient à l'époque « à ce qu’on s’adresse à elle sous l’appellation “Monsieur le premier ministre”, pour marquer le degré d’élévation de cette responsabilité ».

#### Composition du cabinet
Après avoir envisagé de nommer Jean-Claude Colliard comme directeur de cabinet, elle se heurte au refus du président Mitterrand, qui met en doute sa capacité de travail. Le conseiller de Cresson Abel Farnoux (« son Raspoutine », déclarait Jacques Chirac en privé) lui propose le nom de Pascal Lamy, mais il refuse. Le fabiusien Gérard Moine, venu du cabinet de Paul Quilès, est finalement choisi.
Sont recrutés dans ce cabinet Daniel Vaillant, Pierre Schapira et Jean-Marie Le Guen. Jean-François Gueullette, alors secrétaire du groupe socialiste à l'Assemblée nationale, succède à Guy Carcassonne comme conseiller pour les affaires parlementaires. Guy Schwartz est chargé de la presse et de la communication. Mitterrand refuse l'intégration de François de Closets au cabinet.

#### Composition du gouvernement
Le secrétaire général de l'Élysée Hubert Védrine annonce le 16 mai 1991 la composition du nouveau gouvernement qui sera dirigé par Édith Cresson ; ce gouvernement inclut plusieurs poids-lourds du Parti socialiste :
- Pierre Bérégovoy, ministre d'État, conserve le portefeuille de l'Économie et des Finances, comme dans les gouvernements Rocard I et II[N 2] ;
- l'ancien ministre de l'Agriculture Henri Nallet récupère le portefeuille de la Justice et devient ministre d'État ;
- Roland Dumas, nommé ministre d'État, reste aux Affaires étrangères ;
- Jean-Pierre Soisson, nommé ministre d'État, et nommé au ministère de la Fonction publique et de la Modernisation administrative ;
- Michel Delebarre, nommé ministre d'État, conserve le portefeuille de la Ville et à l'Aménagement du Territoire ;
- Lionel Jospin, ministre d'État, conserve son portefeuille de l'Éducation nationale mais perd celui de la Jeunesse et des Sports au profit de Frédérique Bredin ;
- l'ex-directeur du CNRS et cristallographe Hubert Curien conserve, lui, le ministère de la Recherche et de la Technologie ;
- Jack Lang conserve le ministère de la Culture et de la Communication ;
- Jean-Louis Bianco, secrétaire général de la présidence de la République (depuis 1982), quitte son poste pour devenir ministre des Affaires sociales et de l'Intégration ;
- Pierre Joxe reste au ministère de la Défense ;
- le ministre délégué à l'Environnement et aux Risques, Brice Lalonde bénéficie de la création d'un ministère de l'Environnement à part entière ;
- Philippe Marchand est nommé ministre de l'Intérieur ;
- le ministre chargé des Relations avec le Parlement, Jean Poperen, conserve son portefeuille.

Six femmes sont nommées :
- Martine Aubry est nommée au ministère du Travail ;
- Élisabeth Guigou (déléguée aux Affaires européennes) et Catherine Tasca (déléguée à la Francophonie) sont toutes deux ministres déléguées auprès des Affaires étrangères ;
- alternant entre postes de ministre déléguée et de secrétaire d'État depuis 1981, Edwige Avice obtient un portefeuille à part entière, celui de la Coopération et du Développement ;
- Véronique Neiertz est reconduite en tant que secrétaire d'État, cette fois-ci aux Droits des femmes sous l'autorité de Martine Aubry, ministre du Travail ;
- la fabiusienne Frédérique Bredin est nommée ministre de la Jeunesse et des Sports.

Enfin, Bernard Kouchner conserve son poste de secrétaire d'État à l'Action humanitaire et le franco-togolais Kofi Yamgnane, proche de Laurent Fabius, est nommé secrétaire d'État à l'Intégration et aux Affaires sociales auprès du ministre des Affaires sociales, Jean-Louis Bianco. Un autre proche de Laurent Fabius, Gérard Moine, est nommé directeur du cabinet d'Édith Cresson.
Beaucoup de ces politiques étaient déjà en poste dans le gouvernement de Michel Rocard, marquant ainsi le contrôle du président Mitterrand sur le gouvernement, l'arrivée de Martine Aubry étant toutefois une nouveauté. D'autres avaient déjà été dans les anciens gouvernements de Pierre Mauroy et de Laurent Fabius tel que Michel Delebarre ou même Lionel Jospin.

#### Déclaration de politique générale
La déclaration de politique générale prévue par le nouveau gouvernement devait originellement être rapide et annoncer un audit général de la situation nationale et internationale. Le jour-même du discours, Édith Cresson décide d'écrire un tout nouveau discours plus long, mais François Mitterrand, trouvant ce nouveau discours « pas bon » et n'étant « qu'une addition de notes d'énarques », renvoie à Cresson une version annotée et raturée du discours, avant de lui déclarer : « Oubliez ce papier et improvisez, vous n'en serez que meilleure ». C'est donc avec une version très différente de l'intention initiale qu'Édith Cresson commence son discours devant les parlementaires.
Dans la visée de l'instauration du marché unique européen au 1er janvier 1993, le discours de politique générale à l’Assemblée nationale du 22 mai 1991 fixe « l’objectif prioritaire » : « faire réussir la France dans l'Europe de 1993 et dans le monde de l'an 2000 ». Elle pose comme priorité la réduction du chômage, en s'adossant au secteur industriel et à la hausse des qualifications des travailleurs, afin de minimiser les emplois aliénants et répétitifs. Se prononçant résolument en faveur de la construction européenne et d'une « politique industrielle européenne » pour ne pas cantonner la CEE à un simple « marché commun », elle propose la création d'une « communauté de l'électronique », à l'instar de la CECA.
Elle évoque ensuite, en deuxième point, l'environnement et le développement durable, souhaitant encourager les « industries de l'environnement » et soulignant la création d'un ministère à part entière. Elle défend aussi l'agriculture française, en particulier dans le cadre des négociations au sein du GATT.
Sur le plan social, elle réaffirme l'idéal d'une égalité des chances, la volonté de réduire les accidents du travail, et annonce une loi sur la Ville afin de réduire la « ségrégation dans l'habitat ».
Au niveau sécuritaire, face à une « délinquance internationale », elle évoque un projet de loi sur la sécurité intérieure ainsi que la police de proximité. Pour la justice, elle prépare la réforme du Code pénal, qui sera effective par la loi de juillet 1992 promulguée trois mois après son départ, ainsi qu'une « réforme de l'aide légale ».
Elle annonce aussi la poursuite de la décentralisation et de la déconcentration des services de l'État.
Sur le plan international, elle se prononce pour la paix au Moyen-Orient, affirmant que « la France ne transigera ni sur la sécurité d'Israël, ni sur le droit des Palestiniens à disposer d'un État » et pour l'indépendance du Liban, saluant au passage les accords de Taëf. Elle affirme aussi vouloir limiter les ventes d'armes et la prolifération nucléaire. Elle annonce aussi une politique du développement respectueuse des nations africaines, ainsi que le soutien au processus de transition en cours en Afrique du Sud.

#### Sur le plan international
Au niveau international, Édith Cresson est à Matignon lors de la tentative de coup d’État d'août 1991 en URSS et surtout le 25 décembre 1991, lors de l’implosion de l’URSS et la démission de Mikhaïl Gorbatchev. Peu après, les mouvements d'indépendance en Yougoslavie commencent. Les Républiques fédérées déclarent leur indépendance en 1991 et 1992. L’exécutif français doit alors se positionner : reconnaître ou non les nouveaux pays. La décision de l'Allemagne, qui reconnaît la Croatie et la Slovénie le 21 décembre 1991, force cependant la main à la France, alors que Mitterrand craint les risques d'explosion induits par la reconnaissance de ces nouveaux États, et concrétisés par les guerres qui déchireront la Yougoslavie pendant dix ans.
C'est aussi sous son gouvernement que prend fin l’opération « Tempête du désert » dans le Golfe. Dix-neuf mille soldats français y sont engagés, l'Irak de Saddam Hussein perd la partie.
En outre, c’est elle qui aux côtés de François Mitterrand signe le 7 février 1992 le traité de Maastricht prévoyant l’euro, la politique monétaire commune, la citoyenneté européenne, la politique de sécurité et la coopération judiciaire et policière. Le même jour, face au dépôt d'une motion de censure au sujet de l’affaire Habache, qui était soigné en France, elle écarte la tenue d'élections anticipées. L'affaire conduit toutefois à la démission de François Scheer, secrétaire général du Quai d'Orsay, ainsi que de Georgina Dufoix, directrice de la Croix-Rouge française qui avait organisé le transfert du militant palestinien.

#### Immigration et asile
La chute du mur de Berlin a aussi des conséquences directes sur le droit d'asile tandis que la montée en puissance du Front national fait de la répression de l'immigration un enjeu électoral, omniprésent pendant l'été 1991. Alors que Giscard propose l'abandon du droit du sol en évoquant le risque d'une « invasion », le 20 juin 1991, Cresson compare « le langage de Jacques Chirac » à celui de Le Pen, en particulier après sa sortie sur « le bruit et l'odeur ».
Mais début juillet 1991, elle annonce un nouveau train de mesures pour la « maîtrise de l'immigration », perçu par la presse comme un durcissement du PS sur les questions d'immigration. Celles-ci concernent aussi bien le visa (création du visa de transit), le certificat d'hébergement, le travail au noir, le droit d'asile et la régularisation. Tout en souhaitant se démarquer de Pasqua, elle évoque ainsi, le 8 juillet 1991, la mise en place de charters collectifs pour les expulsions de sans-papiers. Le député socialiste du Nord, Umberto Battist, critique ces mesures, affirmant l'inefficacité de désigner des « bouc-émissaires » ainsi que de « courir derrière Chirac qui court lui-même derrière Le Pen ». Les déboutés du droit d'asile manifestent leur colère, une grève de la faim étant organisée à l'église Saint-Joseph à Paris ; la circulaire annoncée par Jean-Louis Bianco, titulaire du nouveau portefeuille de l'Intégration qui se rajoute aux Affaires sociales, ne prévoyait la régularisation que d'un débouté du droit d'asile sur quatre, sur un total de 100 000 déboutés. Au total, seulement 15 000 déboutés du droit d'asile ont été régularisés. Le président de la République, François Mitterrand, promulgue le 31 décembre 1991 la loi no 91-1383, « renforçant la lutte contre le travail clandestin et la lutte contre l'organisation de l'entrée et du séjour irréguliers d'étrangers en France ». L'année suivante, le ministre de l'Intérieur Philippe Marchand, qui a été reconduit dans ses fonctions, créé les zones de transit (rebaptisées zones d'attente par la loi Quiliès de 1992) permettant de retenir pendant 20 jours les étrangers refoulés aux frontières.
C'est aussi sous son gouvernement que les circulaires du 26 septembre 1991 et du 19 décembre 1991, préparées par le gouvernement Rocard, sont promulguées. Celles-ci interdisent d'une part aux demandeurs d'asile de travailler, les plongeant dans une situation d'assistance ; d'autre part, la seconde crée pour les demandeurs d'asile les centres d'accueil de demandeurs d'asile (CADA). Cette politique de restriction de l'asile visait principalement à limiter l'afflux de réfugiés venus d'Europe de l'Est.

#### Sur le plan national
Sa politique économique est celle de Pierre Bérégovoy, indéboulonnable ministre de l'économie et des finances depuis 1988, après l'avoir été de 1984 à 1986. Déçu de ne pas avoir été nommé Premier ministre alors qu'il était persuadé de succéder à Michel Rocard, il est plus un obstacle qu'un soutien. Cette politique très influencée par le directeur du trésor, Jean-Claude Trichet, ancien directeur de cabinet d'Édouard Balladur se fonde sur une défense du franc, annoncée dans son discours de politique générale, et une rigueur économique concernant les finances publiques et la sécurité sociale, qui empêche toute réforme sociale d'envergure. L’inflation est alors record à 3,3 % en juillet 1991[réf. nécessaire] et le nombre de chômeurs atteint le pic jusque-là inégalé de 2,7 millions de demandeurs d’emploi en 1991[réf. nécessaire] ; en 1992, il frôle les 3 millions, soit plus de 10 % de la population active. « C'est probablement la situation la plus difficile qu'un Premier ministre ait rencontrée depuis très longtemps », déclare Édith Cresson en juin 1991. Davantage que ses propos ou que les attaques dont elle fait l'objet, ces raisons de fond expliqueraient son impopularité.
En tant que Première ministre, elle est à l'origine du transfert d’institutions publiques vers les régions, au total une vingtaine,, dont le plus emblématique est celui de l'École nationale d'administration (ENA) à Strasbourg, pour rapprocher les élites française des institutions de l’Europe. Le fait d'engager ce processus de déconcentration sans concertation préalable suscite l'opposition de la fonction publique, les méthodes unilatérales de Cresson tranchant avec la recherche du consensus de son prédécesseur Rocard. Elle a aussi lancé un projet de modification du mode de scrutin sénatorial, en prenant de front les membres de la Haute Assemblée. En outre, son gouvernement lance la « Charte des services publics » qui vise à améliorer les relations entre ces derniers et les citoyens.
Elle annonce vouloir mettre en avant la formation par alternance sur le modèle allemand mais se heurte à l’hostilité de son ministre de l’Éducation, Lionel Jospin, nommé en juin 1988 ministre d'État, de l'Éducation nationale, de la Recherche et des Sports. Celui-ci refuse en effet de remettre en cause la scolarité obligatoire jusqu'à 16 ans et se montre réticent au sujet de l'apprentissage. Sur le plan universitaire, l'agitation du mouvement étudiant ne s'arrêtera qu'avec la nomination de Jack Lang par le successeur d'Édith Cresson, Pierre Bérégovoy, et le retrait du projet de réformes universitaires de Lionel Jospin.
En outre, la scène politique française est touchée par les scandales politico-financiers depuis l'irruption des juges dans ce domaine, lors de la première cohabitation ; l'affaire Urba affecte le PS à partir du début de l'année 1991, de même que l'affaire du sang contaminé qui touche de hauts responsables du parti (Laurent Fabius, Georgina Dufoix, Edmond Hervé). La question du financement occulte des partis politiques touche progressivement l'ensemble des partis de gouvernement (PS, RPR, etc.).

##### Propos d'Édith Cresson et attaques à son encontre
Les propos vifs et parfois jugés insultants d'Édith Cresson lui valent des mésaventures. En juillet 1991, elle défend ainsi sur ABC News des propos vieux de quatre ans, affirmant au journaliste Chris Wallace que l'homosexualité serait « différente et marginale » et plus proche des coutumes « anglo-saxonnes » que des usages « latins ».
En outre, face à un journaliste et alors qu’elle est au téléphone elle déclare « la bourse, j’en ai rien à cirer ». De plus, elle assimile à deux reprises, en 1989 au Times et en 1991 dans ABC News, les Japonais à des « fourmis » menant des existences démesurément laborieuses et inacceptables pour les standards européens concernant les loisirs et la sécurité sociale,. Ceci lui vaut de voir son effigie brûlée au Japon. Le 14 juillet 1991, alors que Cresson, après deux mois d'état de grâce, bat un record d'impopularité sous la Cinquième République (les sondages lui donnent encore moins qu'à Raymond Barre), Mitterrand, quasiment seul au sein du PS, défend la cheffe du gouvernement, affirmant qu'il soutient le fait d'agiter les choses. Attaqué par l'opposition, Mitterrand répond à une question sur l'usure du pouvoir, lors d'une conférence de presse en septembre 1991, et il réitère son soutien à Cresson : « on ne s'use que si l'on sert (bien que j'observe de plus en plus que ceux qui ne servent à rien s'usent beaucoup) ».
Ces propos lui valent toutefois des attaques aussi bien de son propre camp (le sénateur Michel Vauzelle demandant un peu plus de retenue de la part d'un Premier ministre) que de l'opposition (le député gaulliste Éric Raoult affirmant que les Japonais sont « plus habitués au langage de velours de geishas qu'à l'argot vulgaire des femmes de poissonnier »). Mais Cresson est aussi victime de la dureté de la presse et du machisme de la classe politique et médiatique : le député UDF François d'Aubert parle de « régime pompadourien », ce qui lui vaut une réponse ironique de Cresson. Sa marionnette au Bébête show, la panthère « Amabotte », est présentée comme une lèche-botte du président Mitterrand, parfois avec violence. Cresson s'aventure alors à critiquer ce programme humoristique, accusé de sexisme, ce que nul ne s'était avancé à faire lors de la présidentielle de 1988, tandis que des féministes critiquent aussi cette caricature jugée dégradante,. Les critiques de Cresson envers Le Bébête show provoquent un débat sur la liberté d'expression ; les caricaturistes refusent de cesser leurs attaques, tout en rebaptisant sa marionnette « Didi-Lateigne ». Au sein même de son gouvernement, qui inclut aussi Élisabeth Guigou, victime des mêmes attaques, au poste de ministre déléguée aux Affaires européennes, elle doit essuyer les critiques de Pierre Bérégovoy (son ministre de l’Économie, qu’elle surnomme « l’enflure de Bercy ») qui fait prévaloir l'impératif de rigueur sur ses demandes de fonds afin de financer une politique sociale. D’ailleurs, au sujet de sa réaction aux revendications salariales du secteur public, Le Canard enchaîné titrera fameusement « Cresson : pas un radis ! ».
A posteriori, Édith Cresson critique les médias pour avoir selon elle sorti de leur contexte ses phrases polémiques : « Le peuple a été abusé ». Concernant la vision machiste de certains sur les femmes en responsabilité, elle répond : « Les femmes sont des hommes comme les autres ».

#### Échec de la gauche aux élections locales et départ de Matignon

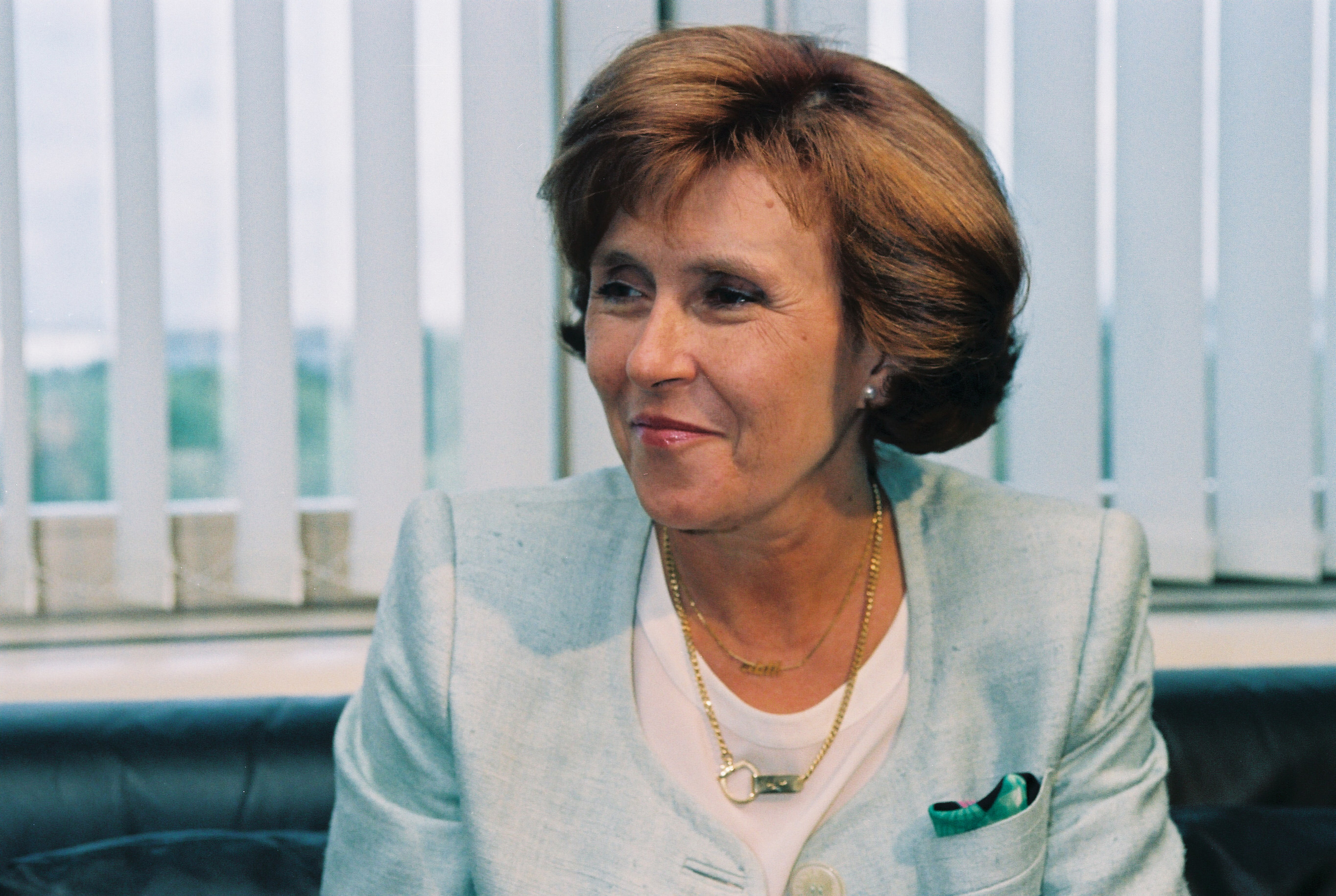
Édith Cresson en 1994.

Début avril 1992, les rumeurs sur son départ sont de plus en plus pressantes après l'important échec de la gauche aux élections régionales de mars 1992, vingt régions sur vingt-deux étant remportées par la droite. Le Front national (13,6 %) et les écologistes (14,7 %) sont, plus encore que le RPR et l'UDF (33 % à eux deux), les grands gagnants du scrutin. Les élections cantonales, qui se tiennent aussi en mars 1992, marquent en revanche la victoire de la droite parlementaire, la gauche ne conservant qu'une vingtaine de départements. Édith Cresson, réélue difficilement dans son canton de Châtellerault (51,39 % des voix), présente au président Mitterrand un plan pour un second gouvernement, plus restreint et composé de personnalités à qui elle pouvait faire confiance. Elle atteint alors un record d'opinions défavorables, 76 % des sondés ne lui faisant pas confiance pour résoudre les problèmes qui se posent en France.
Le président de la République la remplace le 2 avril 1992 par Pierre Bérégovoy, qui forme un gouvernement marqué par le renouveau de l'emprise présidentielle sur Matignon, ce qui est symbolisé par la mise à l'écart de Lionel Jospin, hostile à Laurent Fabius et remplacé à l'Éducation par Jack Lang. Les dix mois passés par Édith Cresson à l'hôtel Matignon représentent alors le record de brièveté pour un chef de gouvernement de la Ve République, 22 ans, 9 mois et 13 jours après le départ de Matignon de Maurice Couve de Murville, Premier ministre pendant 11 mois et 10 jours, de juillet 1968 à juin 1969[réf. nécessaire]. En mai 2017, Bernard Cazeneuve, qui a été Premier ministre pendant cinq mois, bat, à son tour, ce record détenu par Édith Cresson pendant 25 ans. Ce record de brièveté est battu à son tour par Michel Barnier en décembre 2024, avec un mandat qui n'a duré que trois mois et huit jours.
En 2009, dans une interview accordée à la journaliste Raphaëlle Bacqué, Édith Cresson affirmera que lorsqu'elle rencontrait le président François Mitterrand pour lui « proposer des mesures », celui-ci « disait toujours oui », puis « reconnaissait qu'il ne pouvait rien faire contre le fort mécontentement du groupe parlementaire socialiste ». Édith Cresson choisit alors de verser tout son ressentiment dans sa lettre de démission. Tant et si bien que celle-ci sera considérée comme trop agressive pour être publiée, constituant une première dans l'Histoire des Premiers ministres sous la Cinquième République.

### Commissaire européenne

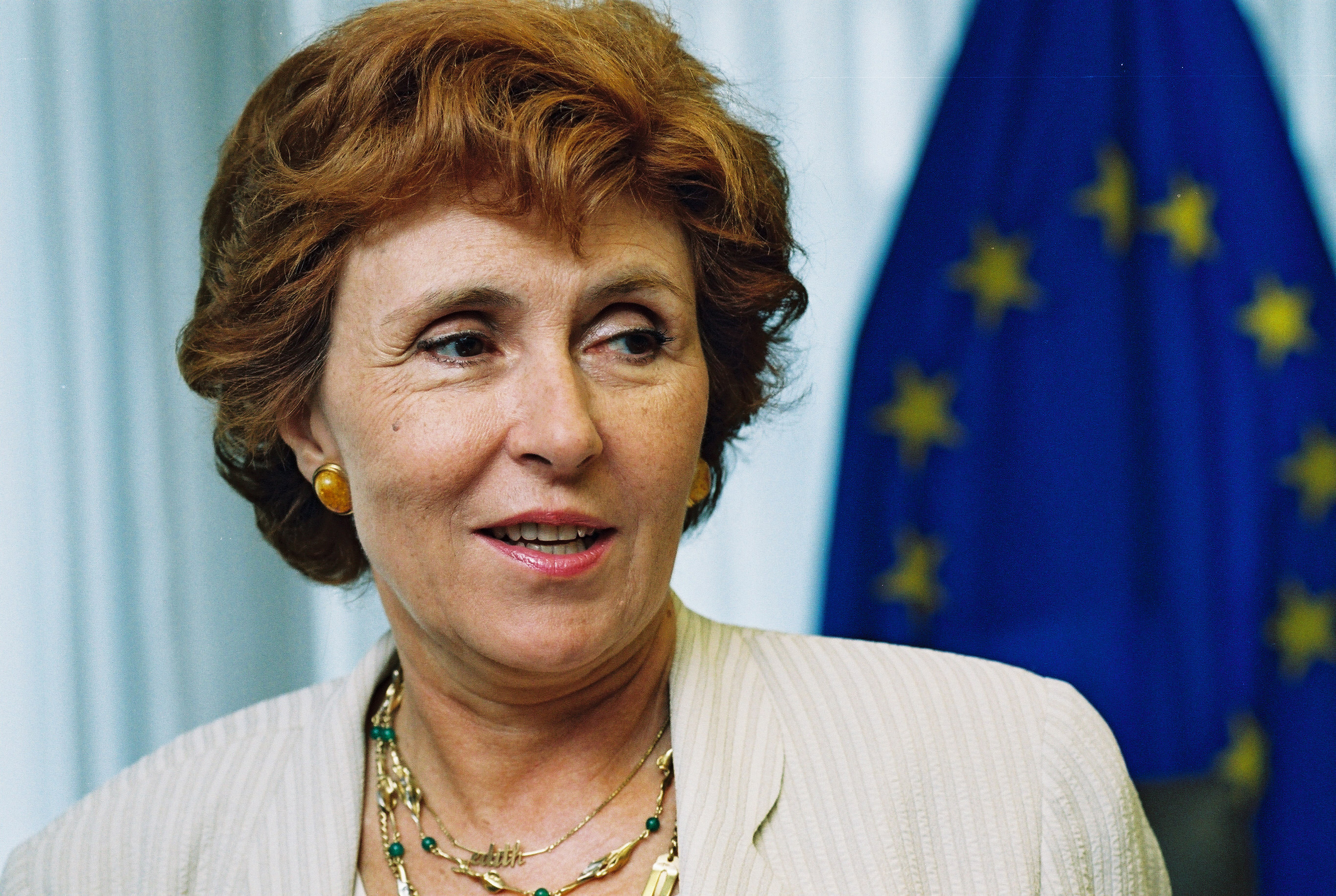
Édith Cresson en 1995.

Lors des législatives en 1993, l'ex-Première ministre Édith Cresson décide de ne pas se représenter à la députation de la Vienne.
Malgré les réticences du Premier ministre de l'époque, Édouard Balladur, François Mitterrand la choisit en janvier 1995 comme membre de la Commission européenne, où elle est chargée de la Science, de la Recherche et du Développement. Elle s'occupe principalement des questions d'éducation, de formation et de recherche. Elle est l'une des deux seules femmes françaises, avec Christiane Scrivener, à avoir été membre de la Commission.

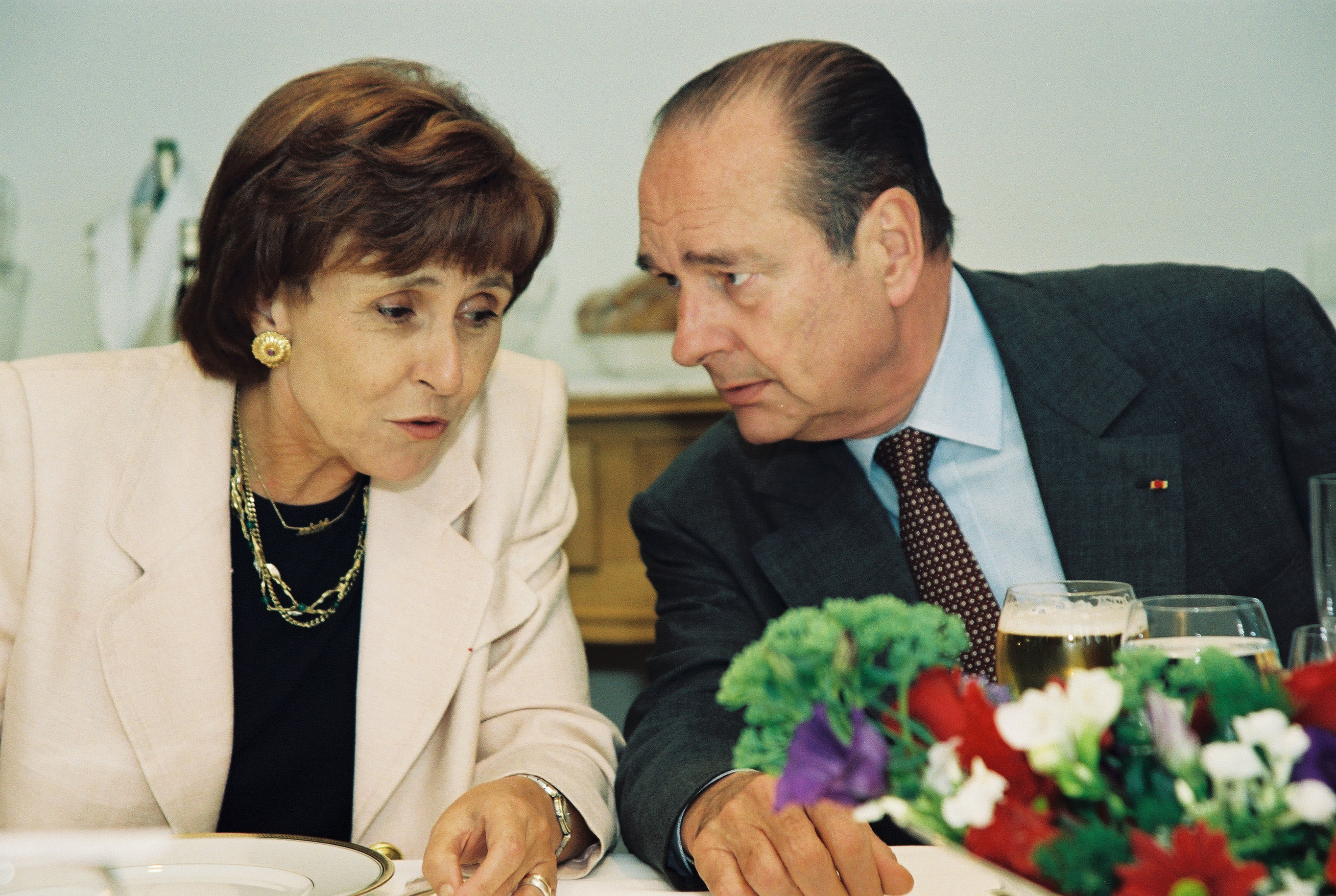
Édith Cresson, commissaire européenne, avec le président Jacques Chirac à Bruxelles en juillet 1997.

En décembre 1997, Lionel Jospin alors devenu Premier ministre de cohabitation sous la présidence de Jacques Chirac lui demande[réf. nécessaire] de quitter son mandat de maire pour cause de cumul des mandats avec celui de commissaire européen ; son premier adjoint Joël Tondusson la remplace et elle devient adjointe au maire, réélue en 2001. C'est aussi en 1997 qu'elle apprend qu'elle est touchée par un cancer, dont elle se rétablit après quelques années. Elle démissionne du conseil général en 1998, toujours pour cause de cumul des mandats.

### Condamnation pour corruption
Pour avoir fourni un emploi fictif supposé au sein de son cabinet à un ami, dentiste à Châtellerault, elle est suspectée de népotisme avec plusieurs membres de la commission Santer, qui est contrainte — fait sans précédent —, à la démission collective en mars 1999. Inculpée pour corruption par la justice belge, son immunité est levée à l'unanimité le 15 février 2000. Elle bénéficie d'un non-lieu. En revanche, elle est condamnée le 11 juillet 2006 par la Cour de justice de l'Union européenne qui la dispense de toute sanction pécuniaire, alors que la Commission demandait la suppression totale de ses droits à la retraite tandis que l'avocat général de la Cour prônait la réduction de moitié de ses émoluments et avantages.

### Fondation Édith Cresson

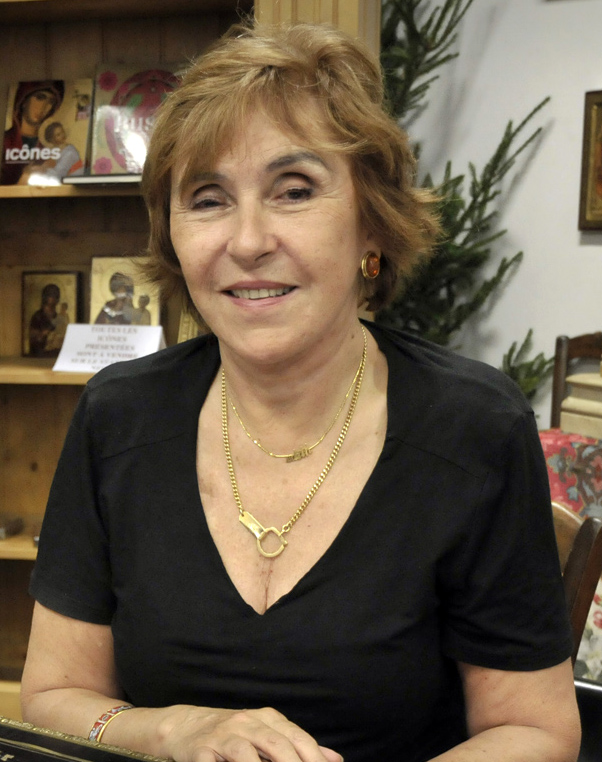
Édith Cresson au Festival international de géographie (2010).

En 2001, elle prend la présidence de la Fondation pour les écoles de la 2e chance,.
Elle est depuis engagée dans la création d'« écoles de la deuxième chance », quarante-six écoles avec cent-dix sites ayant vu le jour sous son impulsion, parmi lesquelles, l'école de la deuxième chance Châtellerault, dont elle est la présidente depuis 2005.
En 2006, Édith Cresson s'engage dans le comité de soutien de Ségolène Royal et fait savoir son soutien à sa candidature pour l'investiture du PS à la présidentielle de 2007. Elle publie également un livre en novembre 2006, Histoires françaises, qui revient sur son expérience politique. En mars 2008 lors des élections municipales, elle ne se représente pas à Châtellerault.
Édith Cresson est présidente d'honneur du groupe « Que faire ? », qui rassemble d’anciens membres de cabinets ministériels de droite, du centre et de gauche, ainsi que des dirigeants d’entreprises.

## Détail des mandats et fonctions

### Au gouvernement
- 22 mai 1981 – 22 mars 1983 : ministre de l'Agriculture du gouvernement Mauroy
- 23 mars 1983 – 17 juillet 1984 : ministre du Commerce extérieur et du Tourisme du gouvernement Mauroy
- 19 juillet 1984 – 20 mars 1986 : ministre du Redéploiement industriel et du Commerce extérieur du gouvernement Fabius
- 10 mai 1988 – 2 octobre 1990 : ministre des Affaires européennes du gouvernement Rocard
- 15 mai 1991 - 2 avril 1992 : Première ministre (gouvernement Édith Cresson)

### À l’Assemblée nationale
- 2 – 23 juillet 1981 : députée de la deuxième circonscription de la Vienne
- 2 avril 1986 – 14 mai 1988 : députée du département de la Vienne
- 23 juin – 28 juillet 1988 : députée de la quatrième circonscription de la Vienne

### Au Parlement européen
- 17 juillet 1979 – 16 juin 1981 : députée au Parlement européen

### Au niveau local
- 1977 - 1983 : maire de Thuré
- 1982 - 1998 : conseillère générale de la Vienne, élue dans le canton de Châtellerault-Ouest
- 1983 - 1997 : maire de Châtellerault
- 1997 - 2008 : adjointe au maire de Châtellerault

### Au Parti socialiste
- à partir de 1974 : secrétaire nationale du PS, chargée de la jeunesse et des étudiants
- 1975-1981 : membre du comité directeur du Parti socialiste[60]

## Décorations
- Officière de la Légion d'honneur[61] (chevalière le 15 février 1991, officière le 12 juillet 2013)
- Grand-croix de l'ordre national du Mérite en tant que Première ministre ayant exercé ses fonctions durant six mois au moins (1991)[62].
- Commandeur de l'ordre du Mérite agricole ex officio en tant que ministre de l'Agriculture, présidente du conseil de l'ordre (1981)[63]

## Publications

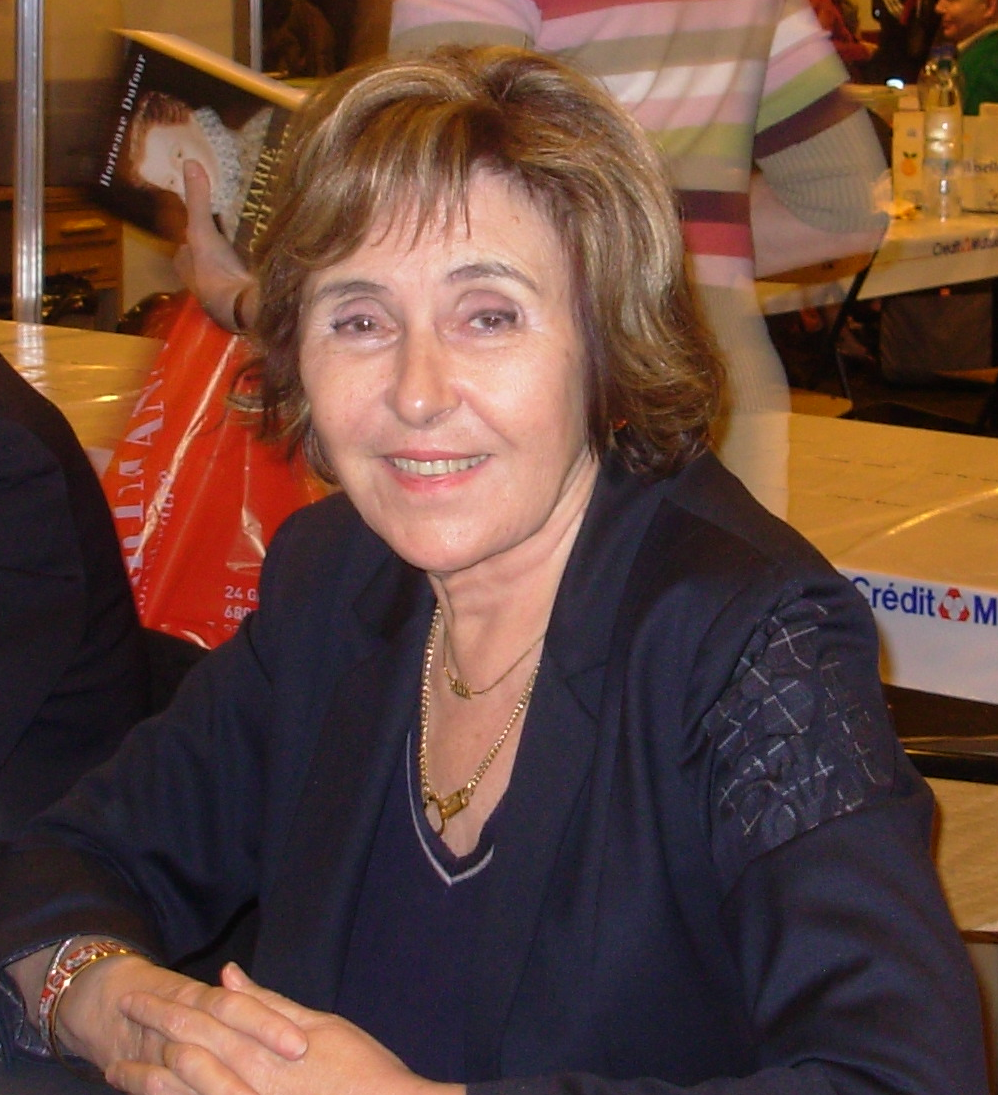
Édith Cresson en 2007 lors du Salon du livre de Colmar.

- Avec le soleil, Éditions Jean-Claude Lattès, 1976
- L'Europe à votre porte : manuel pratique sur les actions de la CEE intéressant les opérateurs économiques, Centre français du commerce extérieur (avec Henri Malosse), 1989
- Innover ou subir (ouvrage politique), Éditions Flammarion, 1998
- Histoires françaises (autobiographie), Éditions du Rocher, 2006